# Viejo Mosa

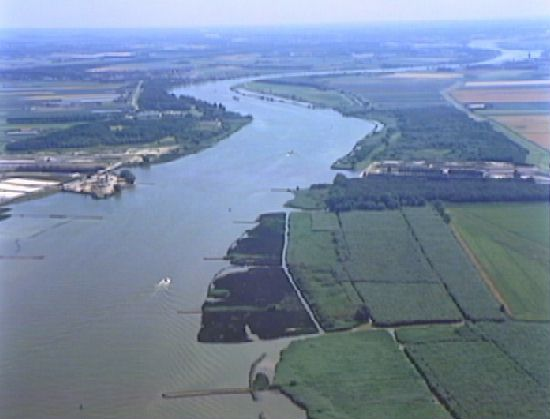

El Viejo Mosa (en neerlandés: Oude Maas) es un distributario del río Rin del delta del Rin-Mosa-Escalda,  y un antiguo distributario del río Mosa, que discurre por la provincia neerlandesa de Holanda Meridional. Separa la isla de IJsselmonde de las islas de Hoeksche Waard y Voorne-Putten. Comienza en la ciudad de Dordrecht , donde el río Beneden Merwede se divide en Noord y Viejo Mosa. Termina cuando se une al Nuevo Mosa (Nieuwe Maas) para formar el Het Scheur. Su longitud es de unos 30,2 km.

## Geografía
El río comienza cerca de Dordrecht, donde el río Noord se bifurca desde el Merwede inferior. El Viejo Mosa tiene dos afluentes: el Dordtsche Kil y el Spui. Termina en su confluencia con el Nuevo Mosa, cerca de Flardingen, donde comienza el Scheur.
El curso del Viejo Mosa pasa por varias ciudades, como Dordrecht, Zwijndrecht, Puttershoek, Barendrecht, Heinenoord, Oud-Beijerland, Rhoon, Poortugaal, Rotterdam (via el barrio de Hoogvliet) y Spijkenisse.

## Historia
Históricamente, este río correspondía a la desembocadura del río Mosa. Desde la construcción de una presa en el curso histórico del Mosa (creación del Afgedamde Maas o Mosa barrado), y el acondicionamiento del Bergsche Maas cerca de Geertruidenberg, este río se ha convertido en uno de los cursos inferiores del delta del Rin.

## Características
El río tiene una longitud de 30,2 km, su ancho varía entre 180 y 340 m, mientras que su nivel medio asciende a −9,45 m respecto al NAP de referencia.
En la parte sur de Róterdam, está conectado con el canal Hartel por un complejo hidráulico que consta de dos esclusas: la Grote Hartelsluis y la Kleine Hartelsluis.  En este punto de conexión, su nivel alcanza los −10 m NAP.

## Acondicionamientos
- Tres túneles de autopista: el A29 a través del  Heinenoordtunnel, el A15 a través del Botlektunnel y el A16 a través del Drechttunnel.
- Dos túneles ferroviarios.
- Dos puentes de carretera: Botlekbrug, que se eleva a una altura de 7,06 m y el Spijkenisserbrug, que alcanza  una altura de 9,58 m.[4]
- Un ferry para bicicletas entre Oud-Beijerland y Rhoon.
- Una lanzadera fluvial, entre Zwijndrecht y Dordrecht y en verano a Oud-Beijerland.